# Гжималін
Гжималін (пол. Grzymalin) — село в Польщі, у гміні Мілковиці Легницького повіту Нижньосілезького воєводства.
Населення — 595 осіб (2011).
У 1975-1998 роках село належало до Легницького воєводства.

## Демографія
Демографічна структура станом на 31 березня 2011 року:
|          | Загалом | Допрацездатний вік | Працездатний вік | Постпрацездатний вік |
| -------- | ------- | ------------------ | ---------------- | -------------------- |
| Чоловіки | 317     | 74                 | 222              | 21                   |
| Жінки    | 278     | 49                 | 175              | 54                   |
| Разом    | 595     | 123                | 397              | 75                   |